# Yasser Triki
Yasser Triki, född 24 mars 1997, är en algerisk friidrottare. Han deltog vid olympiska sommarspelen 2020.